# Пеникис, Мартиньш
Мартиньш Пеникис (латыш. Mārtiņš Peniķis, 6 ноября 1874, деревня Кёниня, Курляндская губерния, Российская империя — 28 февраля 1964, Рига, Латвийская ССР) — генерал латвийской армии, в период с 1921 по 1924 год и с 1928 по 1934 год — командующий армией Латвии. Кавалер ордена Трёх звёзд и ордена Лачплесиса.
Один из подписантов Меморандума Центрального Совета Латвии от 17 марта 1944 года.

## Биография
Родился 6 ноября 1874 года в деревне Кёниня Турлавской волости Гольдингенского уезда Курляндской губернии.
В 1896 году вступил на службу в 133 Симферопольский пехотный полк. В 1900 году поступил в Чугуевское юнкерское училище. В 1902 году присвоено звание подпоручика 121-го Пензенского пехотного полка, в 1904—1905 годах участвовал в Русско-японской войне. В 1913 году поступил в Николаевскую Военную академию. В 1914 году с началом Первой мировой войны вернулся в 121-й пехотный полк командиром роты. Участвовал в боях на Галицком фронте, тяжело ранен. После выздоровления принимал участие в сражений за Краков. 24 декабря 1914 года в ночной атаке в числе первых ворвался в расположение противника, способствовал пленению 7 офицеров и 300 солдат противника. Тяжело ранен в грудь, но покинул поле боя только после закрепления завоеванных позиций. Летом 1915 года участвовал в боях против армии Маккензена. Летом 1916 года в качестве командира батальона воевал на реке Сарас. 26 ноября 1916 года присвоено звание полковника Российской Императорской армии. Командир 2-го Рижского латышского стрелкового полка, Видземской дивизии и Южного фронта в составе латвийской армии.
Начальник Главного штаба. Военный инспектор. В 1943 году отказался от предложенного поста генерал-инспектора Латышского легиона СС. Один из подписантов Меморандума Центрального Совета Латвии от 17 марта 1944 года.
Автор книг: «Senlaiku kara vēsture», «Pasaules karš 1914.-1918. g. Austrumu frontē». Лектор в военной школе.
Умер 28 февраля 1964 года в Риге. Похоронен в Риге на Лесном кладбище.

## Работы
- «Senlaiku kara vēsture»,
- «Pasaules karš 1914.-1918. Austrumu frontē», (1929)
- «Latvijas nacionālās armijas cīņas 1919 vasarā un rudenī», (1931)
- «Latvijas armijas sākums un cīņas Latvijā līdz 1919 jūlijam», (1932)
- "Pasaules karš 1914, 1915 un 1916 un latviešu strēlnieku bataljonu-pulku cīņas, I (1937)

## Награды
- Орден Святого Станислава II, III ст.;
- Орден Святой Анны II, III, IV ст.;
- Орден Святого Георгия IV ст.;
- Сербский орден Белого орла IV ст.;
- Георгиевское оружие;
- Ордена Лачплесиса II, III ст.;
- Большой крест ордена Трёх звёзд (1928);
- Орден Почётного легиона (Франция);
- Орден Возрождения Польши (Polonia Restituta) II ст.;
- Крест Храбрых (Польша);
- Крест Свободы I класса 2 степени (Эстония);
- Орден Орлиного креста I ст. (Эстония);
- Орден Креста Витиса I ст. (Литва);
- Орден Белой розы Финляндии (Командорский Крест I класса, 1926);
- Большой крест ордена Меча (Швеция).